# HIV
I virus dell'immunodeficienza umana (HIV, sigla dell'inglese Human Immunodeficiency Virus) sono due specie di Lentivirus (un genere di retrovirus) che causano un'infezione che, se non trattata, provoca la sindrome da immunodeficienza acquisita (AIDS).
L'AIDS è una malattia che causa l'indebolimento progressivo del sistema immunitario fino a consentire l'insorgenza di gravi infezioni opportunistiche e tumori. Nella maggioranza dei casi, l'HIV si trasmette durante i rapporti sessuali, quando c'è contatto con sangue, sperma, liquido vaginale, pre-eiaculazione. La ricerca ha dimostrato che l'HIV non si trasmette durante i rapporti sessuali non protetti, se il partner sieropositivo ha una carica virale non rilevabile da almeno 6 mesi.
Altri tipi di trasmissione del virus includono il passaggio del virus da una madre infetta al figlio durante la gravidanza o il parto, tramite esposizione al sangue o fluido vaginale, o tramite il latte materno. All'interno di questi fluidi corporei l'HIV è presente sia in particelle libere sia all'interno delle cellule immunitarie infette.
Il tempo medio di sopravvivenza dopo infezione da HIV è notevolmente allungato nei pazienti che seguono la terapia. Gli studi dimostrano che coloro i quali iniziano tempestivamente la terapia e dopo un anno recuperano le funzioni immunitarie (cd4 superiori a 500) e hanno una carica virale non rilevabile, hanno la stessa aspettativa di vita delle persone sieronegative Senza terapia, il tempo medio di sopravvivenza dopo aver contratto l'HIV è stimato tra 9 e 11 anni, a seconda del sottotipo HIV.

## Classificazione
| Specie | Virulenza | Infettività | Prevalenza         | Possibile origine |
| ------ | --------- | ----------- | ------------------ | ----------------- |
| HIV-1  | Alta      | Alta        | Globale            | Scimpanzé comune  |
| HIV-2  | Più bassa | Bassa       | Africa occidentale | Cercocebo moro    |

L'HIV fa parte del genere Lentivirus, della famiglia dei Retroviridae. I Lentivirus hanno in comune molte morfologie e proprietà biologiche. Molte specie sono infette da Lentivirus, che sono tipicamente responsabili di malattie di lunga durata con un lungo periodo di incubazione. I Lentivirus vengono trasmessi come virus RNA avvolti a singolo filamento, in senso positivo. All'ingresso nella cellula bersaglio, l'RNA virale viene convertito (trascrizione inversa) in DNA a doppio filamento mediante una trascrittasi inversa trasportata insieme al genoma virale nella particella del virus. Il DNA virale risultante viene quindi importato nel nucleo cellulare e integrato nel DNA cellulare mediante un'integrasi codificata dal virus e da co-fattori ospitanti. Una volta integrato, il virus può diventare latente, permettendo al virus e alla sua cellula ospite di evitare il rilevamento dal sistema immunitario. In alternativa, il virus può essere trascritto, producendo nuovi genomi RNA e proteine virali che vengono confezionate e rilasciate dalla cellula come nuove particelle di virus e che hanno modo di iniziare un nuovo ciclo di replicazione.
In base alle conoscenze attuali, l'HIV è suddiviso in due ceppi: HIV-1 e HIV-2. L'HIV-1 è il virus che è stato inizialmente scoperto e definito sia LAV che HTLV-III: è più virulento, più infettivo ed è la causa della maggior parte delle infezioni da HIV a livello mondiale.  Il primo dei due è prevalentemente localizzato in Europa, America e Africa centrale; l'HIV-2, invece, si trova per lo più in Africa occidentale e Asia e determina una sindrome clinicamente più moderata rispetto al ceppo precedente.

## Morfologia
Il virione di HIV ha una struttura sferica del diametro di circa 100-120 nm, con due membrane esterne (pericapside), formate dal materiale della cellula che lo ha prodotto: le membrane sono un capside di forma conoide e un pericapside che ospita le glicoproteine di membrana virali gp120 e gp41: la conoscenza di queste proteine è stata di particolare importanza nella lotta al virus, poiché agendo su di esse si può rallentare o frenare il contagio di nuove cellule. La gp120 è infatti una sorta di chiave che il virus utilizza per trovare le particolari cellule umane in grado di replicarlo, funzionando quindi da recettore che aggancia HIV ai recettori corrispondenti sulle cellule bersaglio. La gp41 interviene invece quando i virus sono già agganciati, fondendo le membrane virali con la membrana cellulare permettendo la penetrazione di HIV all'interno delle cellule, per questo è denominata proteina di fusione.
Il materiale genetico del virione è costituito da due copie di RNA identiche a polarità positiva (mRNA). L'HIV è quindi un virus diploide. I due filamenti singoli sono legati a due proteine basiche del peso, rispettivamente, di 7 e 9 kDa (denominate p7 e p9). Tale complesso, insieme agli enzimi della trascrittasi inversa (una DNA polimerasi RNA-dipendente), della proteasi e dell'integrasi, è contenuto in una sezione centrale della particella virale denominata core, la quale presenta una struttura cilindro/conica ed è costituita completamente da una sola proteina (p24).  Gli enzimi del virus sono fondamentali per il processo di riproduzione. Quello della trascrittasi inversa è una sorta di "traduttore", che retrotrascrive il patrimonio genetico virale (RNA) in DNA; le integrasi rendono possibile tale inserimento nel DNA della cellula ospitante; le proteasi modellano invece le macroproteine prodotte in una forma idonea a dar vita a nuovi virus.
Tra il core e l'involucro lipoproteico del virus si trova uno strato di materiale elettrondenso costituito completamente dalla proteina virale p17 miristilata. La miristilazione è un fenomeno importante per la successiva interazione della p17 con la membrana cellulare al fine di dare avvio alla liberazione di nuovi virus replicati dentro la cellula, con un processo di gemmazione.

### Il genoma

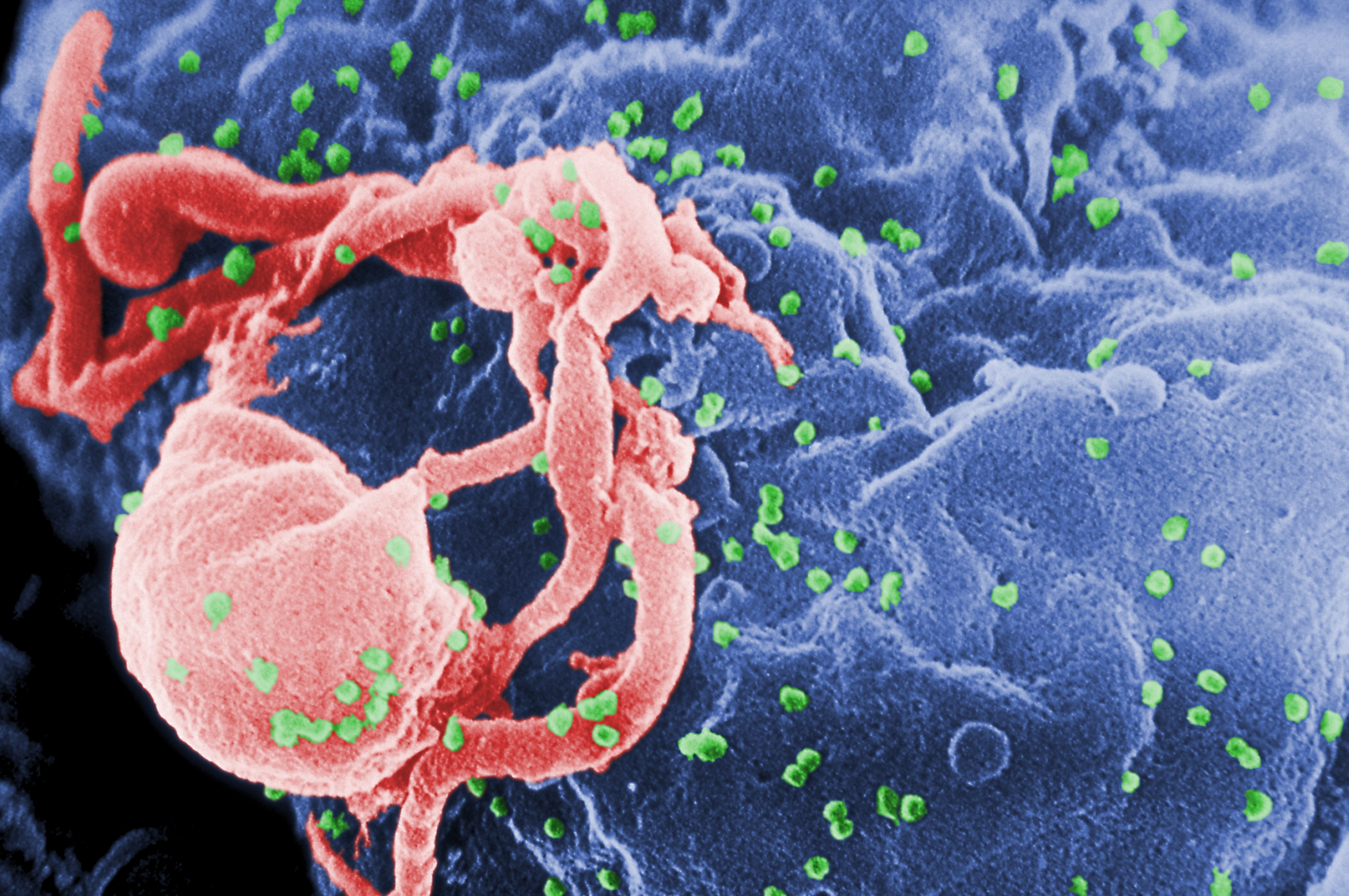
Micrografia elettronica a scansione del virus HIV (in verde) in gemmazione da una cellula

Come tutti i retrovirus, l'HIV possiede i tre geni fondamentali per la sua replicazione: Gag, Pol ed Env. Gag (per group-specific antigen) codifica per le proteine del core del virione: p24, p17, p9 (o p6), p7. Da Pol (per Polymerase) derivano la trascrittasi inversa, la proteasi e l'integrasi mentre Env (per Envelope) codifica per le proteine dell'involucro esterno. Per individuare le strategie terapeutiche più efficaci, il genoma di HIV e/o i geni target delle terapie farmacologiche sono studiati attraverso tecniche di sequenziamento di nuova generazione
Sia Gag sia Pol sono trascritti in un mRNA che viene poi tradotto in una proteina di 180 kDa (p180) che viene poi clivata tramite proteolisi. La sua scissione determina la formazione della proteasi (p10 o p11), della trascrittasi inversa (p51/p66), della endonucleasi/integrasi (p32) e di una proteina di 55 kDa (p55). Dalla p55, sempre per proteolisi, derivano la p17, la p24 e la p15. La p15 è il progenitore della p9 (o p6) e della p7, anch'esse ottenute tramite l'intervento della proteasi.
Env viene tradotto in una proteina di 88 kDa che viene successivamente glicosilata e a seguito di ciò il suo peso molecolare aumenta fino a 160 kDa (gp160). Essa viene scissa, attraverso la proteasi cellulare Furina (contenuta nel Golgi), a formare le due glicoproteine legate alla membrana esterna: la gp120 e la gp41. La gp41 è una proteina transmembrana con l'estremo NH2 localizzato all'interno del virione, mentre la parte COOH è esterna e serve come punto di legame per la gp120.
Oltre a questi geni, l'HIV contiene altri sette geni accessori che hanno funzioni regolatorie del ciclo virale e della sintesi proteica: Tat, Rev, Nef, Vpr, Vif, Vpu (quest'ultimo nel genoma di HIV-2 non esiste e ve n'è un altro chiamato Vpx). Agli estremi si trovano due sequenze (dette long terminal repeats, LTR) contenenti elementi regolatori dell'espressione genica. In esse infatti si rinvengono regioni di legame per fattori sia di origine virale sia cellulare, i quali possono così aumentare o inibire il livello di trascrizione del genoma. Nei LTR si ritrovano siti di poliadenilazione, per il legame di fattori di trascrizione come SP1 e NF-kβ, la sequenza regolatrice TATA, la sequenza di transattivazione, dove si va a legare la proteina Tat, e anche zone con elementi regolatori inibenti (RN, regolazione negativa).
Il gene Tat, composto di due esoni, codifica per una proteina di 14,15 kDa con funzione di transattivatore che, in collaborazione con un fattore cellulare, è in grado di intensificare l'espressione dei geni virali. La sua azione si esplica tramite il legame a una regione dei LTR definita TAR (trans-active region). Si ritiene che con la sua azione sia in grado di aumentare la trascrizione dei geni virali di circa 1.000 volte. Rev è essenziale per la trascrizione dei geni Gag, Pol ed Env. Sembra, infatti, che essa sia in grado di agire su Env a livello post-trascrizionale legandosi a una metà del gene sbloccando così la traduzione precedentemente inibita da fattori cellulari legatisi. Probabilmente l'azione a livello di Pol e Gag è simile. Sembrerebbe pure che sia in grado di inibire lo splicing del gene Env.
Il gene Nef codifica per una proteina di 27 kDa capace di legare il GTP, dotata di attività GTP-asica, suscettibile di miristilazione e fosforilazione. Essa esplica un'azione regolatrice della trascrizione legandosi alla regione RN dei LTR, riduce l'espressione cellulare di CD4 e MHC, contribuisce ad aumentare la capacità evasiva virale ed, infine, sembrerebbe essere in grado di ridurre la produzione di immunoglobuline (specialmente IgA) nei linfociti B quando trasferita in essi.
Vpr codifica per una proteina di 15 kDa (p15) che si ritrova associata al virione. Si sospetta che essa sia coinvolta nella riattivazione del virus in corso di infezione latente. Altri dati, inoltre, fanno supporre una sua possibile partecipazione nell'infezione di cellule a bassa proliferazione (come i macrofagi) e nel blocco del ciclo cellulare nella fase G2 al fine di favorire l'attività dei LTR.
Per quanto riguarda i geni rimanenti sembrerebbe che:
- Vif sia importante per l'infettività del virione. Si è visto, inoltre, che vif interagisce con una citosina-deaminasi cellulare (APOBEC3G) prevenendone la sua inclusione all'interno del virione in formazione ed evitando che essa possa danneggiarne il materiale genetico;
- Vpu intervenga nella maturazione e liberazione del virus. Pare che abbia anche la funzione di degradare la proteina CD4 all'interno del reticolo endoplasmatico.

Il genoma dell'HIV è ricco di zone di sovrapposizione. Ciò avviene non solo tra geni codificanti, ma anche tra questi ultimi e varie regioni regolatorie. I genomi di HIV-1 e HIV-2 differiscono, come espresso precedentemente, nei geni Vpu e Vpx. In HIV-2, infatti, il primo manca e viene sostituito dal secondo. Quest'alta presenza di embricature nel genoma fa sì che ogni proteina possa venir sintetizzata solamente a seguito di complessi fenomeni di splicing alternativo.
Di HIV-1 è nota la sua estrema variabilità. Esso viene diviso in tre gruppi: il primo, definito M (Main), viene ulteriormente suddiviso in nove sottotipi (A-D, F-H, J e K) i quali differiscono nei geni env per il 30% e gag per il 14%; il secondo è conosciuto come N (New) ed è piuttosto raro; il terzo gruppo, indicato con O (Outlier), è altrettanto raro e si ritrova in Camerun. In generale in Europa e in America è più diffuso il ceppo di tipo B, mentre in Africa si ritrovano più spesso i sottotipi A, C, D e in Asia si ritrovano quelli di tipo E, C e B.

## Il ciclo virale

### Aggancio e penetrazione
Il ciclo replicativo di HIV-1 o HIV-2 si avvia quando la proteina gp120, presente sulla membrana esterna del virus, riconosce il recettore omologo sulla superficie delle cellule bersaglio, ovvero una particolare proteina denominata CD4. Le cellule umane CD4-positive sono subito agganciate, diventando bersagli dei virus: nell'organismo umano quelle più ricche di CD4 sono alcuni tipi di linfociti cruciali nel processo di difesa immunitaria, denominati helper o inducer. La costante di dissociazione tra gp120 e CD4 si aggira intorno a 4 x 10−9: il legame con CD4 coinvolge tre regioni non contigue e altamente conservate di gp120 separate da altre zone, invece, estremamente variabili.
Affinché il virus faccia il suo ingresso nella cellula (sincizio) interviene il legame con un altro recettore, composto dalle molecole della famiglia dei "recettori con sette domini transmembrana accoppiati con la proteina G" (seven transmembrane domain G-protein-coupled receptor), in particolare CXCR4 (usati dai ceppi del virus con tropismo per i linfociti T) e CCR5 (tipici del ceppo avente tropismo per i macrofagi). Il legame del virus a uno o all'altro di questi recettori permette di dividere i ceppi dell'HIV in R5-using e X4-using.
Dopo che è avvenuto il legame si avviano i fenomeni che danno luogo alla fusione tra la membrana virale e quella della cellula, che ha come protagonista la proteina gp41. Il processo di fusione è innescato da cambiamenti conformazionali scatenati dal legame con CD4 e, probabilmente, anche dall'attacco dell'ansa V3 di gp120 da parte di alcune proteasi cellulari. Gp41 ha una parte N-terminale, formata da aminoacidi apolari, che si inserisce nella membrana cellulare.
Le cellule dotate di maggiori recettori CD4 nell'organismo umano sono i linfociti CD4 positivi. Si tratta di cellule particolarmente importanti nel sistema immunitario, veri e propri "direttori d'orchestra" che, attraverso messaggi biochimici, riconoscono i vari ospiti indesiderati dell'organismo (virus, batteri, protozoi, funghi, vermi e cellule tumorali) e attivano i settori del sistema immunitario di volta in volta più idonei a contrastarne la presenza. Ciò che manda KO queste cellule non è tanto la presenza del virus, ma il suo processo di replicazione, in particolare nell'ultima fase quando i nuovi virus lasciano la cellula perforandone la membrana e uccidendola (gemmazione). Un numero inadeguato di linfociti CD4+ paralizza il sistema immunitario, esponendo l'organismo al rischio di qualsiasi infezione e tumore.
L'HIV è in grado di infettare anche altre cellule che possiedono, seppure in quantità minore, il recettore CD4: macrofagi, cellule della microglia del sistema nervoso centrale e cellule dendritiche dei linfonodi, le cellule cromaffini delle pareti intestinali, l'endotelio dei vasi sanguigni, i precursori delle cellule del sangue e i linfociti B e T-CD8+. Da alcuni esperimenti si è avanzata l'ipotesi che esso possa infettare anche i timociti. Anche gli astrociti subiscono l'infezione da parte dell'HIV, sebbene essa non sia produttiva. Al momento non è dimostrato che anche i neuroni possano venir infettati dal virus.
In generale quindi l'HIV provoca un'infezione sistemica e generalizzata, anche se le conseguenze più gravi sul piano clinico restano quelle legate alla distruzione dei linfociti CD4+.

### Replicazione

Replicazione (fase attiva) di un virus all'interno di un linfocita

Una volta entrato nella cellula ospitante, si attiva un processo di installazione definitivo; l'enzima della trascrittasi inversa trascrive l'RNA come DNA, che, grazie all'integrasi, si integra nel genoma della cellula ospite. La cellula infettata può attivare subito la replicazione virale, oppure può rimanere inattiva per un periodo di tempo compreso tra mesi e anni, comportandosi esattamente come una cellula non infetta. Le cellule infettate che non producono virus sono dette "latentemente infette" e costituiscono un serbatoio di HIV ineliminabile, che garantisce al virus la sopravvivenza nell'organismo ospitante a tempo indeterminato, per l'intera durata della vita del soggetto. Occasionalmente l'infezione latente si attiva, quando il virus obbliga la cellula ospitante a produrre al suo interno le proteine e l'acido nucleico virale (RNA) che, come un puzzle, si assemblano all'interno della stessa cellula fino a creare virioni completi, che poi sono espulsi per gemmazione.
Non è chiaro quale sia l'input che dà l'avvio alla trascrizione del genoma virale, ma sicuramente è legato a tutte le occasioni di stimolazione del sistema immunitario ed è probabilmente indotto da un insieme di stimoli: antigeni, citochine o anche infezioni da parte di altri virus. Esperimenti hanno infatti dimostrato che quando i linfociti e i macrofagi infetti si attivano per la loro normale riproduzione, anche la trascrizione virale tende ad attivarsi. Tra i fattori più coinvolti in questo processo sembrano esserci NF-κB  e citochine quali IL-6 e TNF-α.
L'espressione dei geni virali è quindi divisa in due fasi: precoce e tardiva. Nella prima vengono espressi i geni regolatori mentre nella seconda quelli strutturali. I geni regolatori, di cui i più noti sono Tat, Nef e Rev e la cui sintesi avviene nel citoplasma grazie a eventi di splicing molteplici, consentono l'amplificazione della trascrizione genica a opera della RNA polimerasi cellulare di tipo II e la stabilizzazione degli RNA messaggeri creati successivamente. Nella fase tardiva avviene la sintesi dei geni strutturali, i cui trascritti vengono portati nel citoplasma e lì sottoposti a un solo splicing e infine tradotti in proteine. È a questo livello che interviene la proteina rev che, come espresso precedentemente, si lega ai trascritti e ne facilita il trasporto nel citoplasma. Quando la sintesi viene completata, le varie proteine strutturali si assemblano tra di loro determinando la formazione delle particelle virali che vengono poi rivestite da un envelope lipoproteico.

### Errori e mutazioni
Caratteristica tipica del virus HIV, e dei retrovirus in particolare, è la spiccata tendenza a mutare: durante i cicli replicativi vengono frequentemente compiuti errori che portano a creare virus più o meno diversi dall'originale. Queste mutazioni sono per lo più svantaggiose per il virus, che genera una cospicua serie di virus modificati destinati a scomparire. Capitano comunque mutazioni vantaggiose, che permettono al virus di acquisire resistenza ai farmaci e alla risposta immunitaria dell'individuo ospitante.
Grazie a tale facilità di mutazione, unita all'invisibilità del retrovirus all'interno delle cellule infette, il virus ha potuto eludere i principali metodi di annientamento virale del sistema immunitario e della medicina in generale. Alcune mutazioni hanno dato origine a sottotipi stabilizzati di HIV, a loro volta frammentati in sotto-sottotipi, chiamati cladi. Nel mondo occidentale il clado più diffuso è quello di tipo B. La facilità dei trasferimenti e flussi migratori favoriscono la diffusione dei vari cladi nel mondo intero e la presenza di "virus ricombinati" (CRF, Circulating Recombinant Form), ovvero gli esiti di scambi genetici tra virus appartenenti a cladi diversi contemporaneamente presenti nello stesso individuo. L'HIV appare dunque come un mosaico di virus in continua trasformazione.
Secondo un report di ActionAid del 2005, le statistiche ufficiali dei governi asiatici sottostimano la diffusione del virus in un continente, che già all'epoca ospitava un quarto della popolazione mondiale, a fronte di una spesa pubblica sanitaria che in Cina era pari al 5.3% del PIL, significativamente al di sotto degli altri Paesi industrializzati, in particolare per la terapia antiretrovirale.

### Espulsione dei nuovi virus
L'HIV, nei rapporti con il proprio ospite, ha quindi due distinte opzioni, entrambe vantaggiose per il virus: l'infezione latente, previa trascrizione e integrazione, e la replicazione. Nel primo caso esso si garantisce un serbatoio inamovibile di genomi virali; nel secondo è messa in atto la possibilità di infettare un numero sempre maggiore di cellule CD4+.
I nuovi virioni fuoriescono provocando sulla superficie cellulare delle lacerazioni che uccidono la cellula stessa. I virus vengono espulsi nel torrente circolatorio e in larga parte vengono neutralizzati dalla risposta immunitaria umorale. Alcuni infettano nuove cellule CD4+, perpetuando l'infezione. Si arriva così a una concentrazione sempre maggiore di virus nel sangue e in altri liquidi biologici (soprattutto quelli genitali), il cui contatto con il sistema circolatorio di altri individui può portare a nuovi contagi.
Il danno provocato da HIV, che porta alla sindrome di immunodeficienza acquisita, è dunque conseguenza della sola replicazione virale, mentre lo stato di latenza non induce immunodeficienza.

## Modalità di trasmissione
Il virus presenta diverse modalità di trasmissione:
1. sessuale, che è la più diffusa;
2. ematica;
3. verticale (madre-figlio).

### Trasmissione sessuale
La trasmissione sessuale è attualmente la modalità d'infezione più diffusa: il virus si isola dal fluido seminale o come particella libera o all'interno delle cellule mononucleate. Si è visto che esso aumenta nel caso di stati infiammatori coinvolgenti i genitali a seguito del richiamo di elementi del sistema immunitario. L'HIV si identifica inoltre nello striscio cervicale e nel fluido vaginale. Questo tipo di trasmissione non si può verificare se il partner sieropositivo è in terapia antiretrovirale efficace, con una carica virale non rilevabile (vedi sotto, Prevenzione).
1. Tra i diversi tipi di rapporti sessuali, quello anale, sia etero sia omo, viene considerato il più a rischio d'infezione. Questo perché la mucosa intestinale della regione anale è una barriera meno efficace delle altre, essendo costituita da un epitelio piuttosto sottile e scarsamente lubrificato e dunque facilmente traumatizzabile durante il rapporto, creando così delle microlacerazioni che facilitano l'inoculazione del virus. Non è neppure escluso che si possano infettare direttamente le cellule di Langerhans della mucosa o altri elementi suscettibili (ad esempio le cellule immuni delle placche del Peyer) senza che siano avvenute lacerazioni traumatiche della mucosa.
2. Il rapporto vaginale pare meno a rischio di quello anale, in quanto l'epitelio vaginale è più spesso e più resistente ai traumi. La donna ha comunque un rischio venti volte maggiore di infettarsi rispetto a un uomo e il maggior rischio di infezione delle donne sembra da imputarsi al fatto che il fluido seminale infetto rimane nell'organismo femminile piuttosto a lungo.
3. Infine è da considerare che tutte le infezioni che provocano ulcerazione dei genitali aumentano la suscettibilità nei confronti di HIV. Il rapporto orale è probabilmente tra tutti quello meno a rischio, anche se sono stati documentati casi di infezione anche attraverso tale modalità.[29]

### Trasmissione ematica
Un altro veicolo di trasmissione assai importante, soprattutto nei Paesi a più alto tenore di vita, è il sangue e i suoi derivati. Le categorie a rischio per infezione tramite il sangue e gli emoderivati sono i tossicodipendenti che usano droghe per via endovenosa condividendo la stessa siringa tra più persone e gli individui soggetti a trasfusione. In Italia, negli anni ottanta e novanta, la percentuale dei tossicomani infettati arrivò a superare quella di tutte le altre categorie (sia eterosessuali che omosessuali).
Vanno infine ricordati i rischi derivanti dall'uso di materiale medico-dentistico non sterilizzato e dal contatto del personale sanitario o di laboratorio con campioni infetti.
Il rischio d'infezione con emoderivati è stato drasticamente ridotto con l'uso di procedure di screening su tutti i campioni e al trattamento con processi che eliminano i virus infettanti.

### Trasmissione verticale madre-figlio
Il virus è propagabile in modo verticale attraverso il contagio madre-figlio. Nei Paesi in via di sviluppo particolarmente importante è la trasmissione verticale; questa può avvenire sia durante la gravidanza per passaggio trans-placentare (20-40%), sia durante il parto (40-70%), durante il quale il bambino può entrare in contatto con il sangue materno durante il tragitto nel canale del parto, e infine nell'allattamento (15-20%). Al fine di ovviare al possibile contagio si è ricorso al parto cesareo che ha dimostrato una riduzione importante del rischio di trasmissione al bambino. Sono stati messi anche a punto dei protocolli con la azidotimidina da assumere dopo il secondo trimestre e che hanno anch'essi dimostrato una sensibile diminuzione del tasso di trasmissione dal 22,6% al 7%.
Documentata la possibilità di infezione madre-figlio attraverso il latte o il colostro materni ed effettivamente il virus si può ritrovare in entrambi i fluidi. Questo comporta l'avvertenza di evitare l'allattamento al seno per tutte le madri contagiate dal virus. Ciò comporta dei problemi soprattutto nei Paesi in via di sviluppo in cui l'allattamento materno è spesso l'unica fonte di sopravvivenza e di protezione dalle infezioni per il neonato. L'OMS ha comunque modificato le sue direttive alla luce di nuove ricerche e scoperte: il 30 novembre 2009 ha pubblicato nuove raccomandazioni sull'alimentazione infantile da madri sieropositive, sostenendo che il bambino può beneficiare dell'allattamento al seno con poco rischio di contrarre l'infezione da HIV.

## Patologie: l'AIDS

### Terapia
La terapia prevede l'uso di una combinazione di farmaci antivirali; essa mira a impedire la replicazione del virus nell'organismo e consentire una sopravvivenza e una qualità di vita paragonabile alle persone senza infezione da HIV. Poiché il virus permane all'interno di alcune cellule del sistema immunitario, la cura completa non è attualmente possibile.
Esistono varie classi di farmaci antiretrovirali, che agiscono inibendo la replicazione del materiale genetico, alterando la formazione delle proteine, o impedendo l'ingresso del virus nelle cellule.
Tali farmaci sono adoperati in terapia combinata tra loro, detta in inglese HAART (Highly Active Antiretroviral Therapy), per evitare di produrre virus resistenti ai farmaci. Infatti, è stato dimostrato che le terapie basate sull'impiego di un unico farmaco (ad esempio solo lamivudina) aumentano il rischio di sviluppare ceppi virali resistenti al farmaco stesso, mentre nella terapia combinata è più difficile che si sviluppino resistenze verso tutti i farmaci impiegati.
Contrariamente al passato, oggi la terapia antiretrovirale si inizia quasi sempre al momento della diagnosi, senza aspettare che la conta dei linfociti CD4 scenda sotto determinati livelli.
Le persone che, assumendo la terapia antiretrovirale come prescritto, riducono la carica virale a livelli non rilevabili nel sangue, non possono trasmettere l'HIV attraverso i rapporti sessuali, anche senza usare il preservativo.

### Indennizzo del danno per trasfusioni infette
In vari paesi esistono leggi che tutelano chi si infetta con il virus HIV a seguito di una trasfusione o procedura sanitaria: in Italia esiste la legge n. 210/92, che offre un indennizzo in termini pecuniari a tutti coloro che hanno contratto patologie da trasfusioni di sangue e/o emoderivati infetti e/o vaccini.
Nel 2003 negli Stati Uniti d'America la Bayer pubblicò dei documenti sugli emoderivati utilizzati per gli emofiliaci ed il New York Times pubblicò un reportage sullo stesso argomento: in entrambe le pubblicazioni si sottolineò l'indennizzo, che in quel caso fu versato direttamente dalla Bayer e da altre tre aziende, che raggiunse circa 600 milioni di dollari, per poter concludere più di 15 anni di cause in cui furono accusati di aver commercializzato un farmaco emoderivato pericoloso.

### Obblighi informativi sulla sieropositività
La legislazione italiana non prevede, in generale, l'obbligo di esternare il proprio stato sierologico al compagno/a, fintanto che vengano messe in atto le manovre preventive, quale l'uso del profilattico e quindi si riduca al minimo il rischio di contagio: in pratica, per il diritto alla privacy, non si può divulgare lo stato sierologico di nessuna persona.

Al contrario, se ci fosse il rischio di contagio, 
(Ministero della salute, FAQ - HIV e AIDS (punto 32), aggiornamento del 16 maggio 2017)
sono riconosciuti gli estremi per una denuncia di comportamento omissivo colposo e in caso di contagio volontario il reato è quello di lesioni gravissime.

### Prognosi
Si ha notizia di due casi in cui i soggetti affetti da HIV sono guariti completamente: Timothy Ray Brown, anche detto "il paziente di Berlino", è la prima persona al mondo ad essere guarita completamente dal virus dopo che, a causa di esso, sviluppò una leucemia mieloide acuta, patologia curabile con il trapianto di midollo; nel 2007 fu sottoposto a questo trapianto ricevendo cellule staminali ematopoietiche da parte di un donatore con una mutazione del recettore CCR5 (la CCR5-Δ32 monozigote), che viene utilizzato dal virus nelle fasi iniziali per entrare nelle cellule da infettare. Dopo due mesi dal trapianto non si avevano più tracce del virus nel sangue del soggetto. È deceduto il 29 settembre 2020, all'età di 54 anni, a causa di una recidiva della leucemia, restando comunque immune all'HIV.
Un altro caso è quello di Adam Castillejo, il cosiddetto "paziente di Londra" che nel 2011, quando era sotto terapia antiretrovirale, ha scoperto di avere un linfoma, un tipo di tumore che può guarire con un trapianto di midollo. Come nel caso del paziente di Berlino è stato sottoposto a trapianto di midollo da un donatore con una mutazione genetica che lo rendeva immune al virus ed è guarito.
Questa terapia non può essere usata come terapia per l'Hiv per i grandi rischi connessi.

## Prevenzione

### Prevenzione della trasmissione per via sessuale
È il profilattico, usato correttamente e dall'inizio della penetrazione, il mezzo più sicuro per la prevenzione dell'infezione da HIV. In commercio oggi si trova anche un preservativo di poliuretano per quella piccolissima parte di popolazione allergica al lattice di gomma. Il preservativo, essendo uno strumento, ha bisogno di essere usato correttamente.
È stato dimostrato che la trasmissione sessuale dell'HIV non si verifica quando una persona sieropositiva ha una carica virale persistentemente non rilevabile (<50 copie/mL) grazie alla terapia antiretrovirale, anche quando non si usano preservativi. Il rischio di trasmissione dell'HIV in questi casi è zero, come dimostrato nei seguenti studi: Opposites Attract, PARTNER 1, PARTNER 2 e HPTN052. Questo messaggio è noto con la campagna in lingua inglese "U=U", undetectable = untrasmissable (cioè "non rilevabile = non trasmissibile", in italiano adattato in N=N), che è stata appoggiata da centinaia di esperti e organizzazioni tra cui i Centri per la prevenzione e il controllo delle malattie statunitensi, la rivista medica britannica The Lancet e la Lega italiana per la lotta contro l'AIDS.
La profilassi pre-esposizione (PrEP) consiste nell'uso di farmaci antiretrovirali da parte di persone che non hanno contratto HIV per ridurre il rischio di infezione. È utilizzata in persone che hanno un alto rischio di infezione, per esempio coloro che hanno partner multipli e che usano saltuariamente o mai i profilattici, oppure partner stabili di persone sieropositive la cui carica virale è superiore a 50 copie/mL.

### Prevenzione della trasmissione per via ematica
Non usare siringhe, aghi, lamette o qualsiasi altro tagliente già usati da altri: usare solo materiale monouso o sterilizzato; controllare sempre che gli strumenti taglienti o perforanti cui veniamo sottoposti siano sterili (strumenti del dentista, strumenti per tatuaggi e piercing, strumenti per pedicure-manicure: basta controllare che gli strumenti vengano aperti in nostra presenza).

### Prevenzione della trasmissione per via materno-fetale
In caso di sieropositività la gravidanza va affrontata con la consulenza dei medici: nei Paesi in cui sono disponibili i farmaci antiretrovirali, l'assunzione degli stessi (secondo un particolare schema) può ridurre a meno del 2% la percentuale di trasmissione materno-fetale. Per gli uomini sieropositivi esiste una procedura detta "lavaggio dello sperma", che evita il contagio sia della madre sia del figlio. Inoltre se la carica virale è allo stato di "non rilevabile" per sei mesi (stato "U=U" o "N=N"), si può avere figli in modo naturale.

## Ricerca
Per ricerca sull'HIV/AIDS s'intende l'insieme di quelle ricerche mediche che hanno come scopo la prevenzione, la cura o il trattamento dell'HIV/AIDS, nonché la pura ricerca sulla natura dell'HIV come microrganismo patogeno e dell'AIDS come malattia che ne deriva. Queste ricerche si prefiggono diversi obiettivi, come l'analisi di determinati stili di vita, la promozione e diffusione dell'educazione sessuale, lo sviluppo di farmaci per la terapia antiretrovirale e altre malattie sessualmente trasmissibili e infine di un vaccino contro l'HIV.  Altre aree di ricerca medica comprendono i temi della profilassi pre-esposizione e post-esposizione, della circoncisione (la quale può avere un effetto preventivo di efficacia fino al 60% circa) e degli effetti accelerati d'invecchiamento dovuti dall'HIV.
La ricerca ha prodotto un vaccino contro l'HIV: gli anticorpi bi-specifici che mirano sia alla superficie delle cellule T che agli epitopi virali possono impedire l'ingresso del virus nelle cellule somatiche. Un altro gruppo di ricerca ha utilizzato la stessa tecnologia per sviluppare un anticorpo bi-specifico che neutralizza le particelle virali mediante collegamento a croce di glicoproteine di envelope.
Questo retrovirus per la sua particolare natura aggressiva, contagiosa e nella difficoltà di guarigione da esso ha modificato i comportamenti sociali e ritmi di vita, in particolar modo dei contagiati, i quali devono essere sottoposti a particolari cure e vedono la loro vita alterata da visite, cure specialistiche e eventuali malori associati. Dato l'avanzamento tecnologico, sono stati creati degli strumenti di supporto per la gestione di questi cambiamenti e dare maggiori informazioni sulla malattia, come nel caso della "Network Persone Sieropositive Italia Onlus", che ha sviluppato "H-Bookmark", un'applicazione che può essere installata su uno smartphone.
Nel 2012 vennero scoperti degli anticorpi derivati da due donne sudafricane, che sarebbero capaci di neutralizzare il virus HIV in quasi il 90% delle varianti conosciute. Le donne partecipavano alla ricerca dal 2005. Una di esse è scomparsa nel 2011 a causa di tubercolosi. Nel 2013 si evidenziò come il virus riesca a eludere le difese immunitarie e, nel contempo, fu scoperto un sistema che potrebbe rendere il virus riconoscibile dal sistema immunitario.
Nell'aprile del 2016 è stato pubblicato uno studio che utilizza le cellule SupT1 come "decoy target" per il virus HIV. È stato osservato che la replicazione del virus in queste cellule ha un effetto di pressione evolutiva che rende il virus molto meno aggressivo e citopatico. Come conseguenza, è stata investigata la strategia di usare le cellule SupT1 per offrire al virus una cellula alternativa a quella dell'ospite dove replicare, compartimentalizzando la replicazione del virus con la conseguente salvaguardia delle cellule dell'ospite. Questa terapia è al momento in fase di sperimentazione preclinica animale.
Numerosi altri studiosi sono ancora impegnati nella ricerca di nuove vie per sconfiggere il patogeno.
Nel dicembre 2024 la rivista Science ha eletto il Lenacapavir come scoperta dell'anno ("Breakthrough of the year").

### Pubblicazioni
- Shaw GM et al., Human T-cell leukemia virus: its discovery and role in leukemogenesis and immunosuppression, 1984, PMID 6084947.
- Alizon M, Luc Montagnier et al., Molecular cloning of lymphadenopathy-associated virus, 1985, PMID 6096717.
- Schröfelbauer B, Yu Q, Landau NR, New insights into the role of Vif in HIV-1 replication, 2004, PMID 15168739.
- Ahr B et al., Apoptosis of uninfected cells induced by HIV envelope glycoproteins, 2004, PMID 15214962.
- Smith BA et al., Persistence of infectious HIV on follicular dendritic cells, 2001, PMID 11123354.
- Willey S et al., Human Leydig cells are productively infected by some HIV-2 and SIV strains but not by HIV-1, 2003, PMID 12545077.
- Habasque C, Aubry F, Jégou B, Samson M., Study of the HIV-1 receptors CD4, CXCR4, CCR5 and CCR3 in the human and rat testis, 2002, PMID 11994538.
- Thomas SA, Anti-HIV drug distribution to the central nervous system, 2004, PMID 15134483.
- Jensen-Fangel S et al., Low mortality in HIV-infected patients starting highly active antiretroviral therapy: a comparison with the general population, 2004, PMID 15090834.
- García F et al., Long-Term CD4+ T-Cell Response to Highly Active Antiretroviral Therapy According to Baseline CD4+ T-Cell Count, 2004, PMID 15167289.
- Mullins C et al., Highly active antiretroviral therapy and viral response in HIV type 2 infection, 2004, PMID 15227626.
- Greenberg ML, Cammack N, Resistance to enfuvirtide, the first HIV fusion inhibitor, 2004, PMID 15231762.
- Root MJ, Steger HK, HIV-1 gp41 as a target for viral entry inhibition, 2004, PMID 15180542.
- Decrion AZ, Varin A, Estavoyer JM, Herbein G, CXCR4-mediated T cell apoptosis in human immunodeficiency virus infection, 2004, PMID 15166430.